# Live in Japan
Live in Japan (en català: en directe des del Japó), és el segon àlbum en directe de la carrera musical del quartet de crossover clàssic Il Divo, després d'An Evening with Il Divo: Live in Barcelona, publicat el 2009.
Una presentació en viu disponible tant en format Blu-ray o un conjunt de DVD + CD de música, del directe a Tòquio l'11 de març de 2014, en el Teatre Budokan.
El CD/DVD ‘Live in Japan' va sortir a la venda el 12 de novembre de 2014 al Japó i l'1 de desembre en la resta del món.
El concert forma part de la gira del disc del sisè àlbum de estudi del Divo «A Musical Affair».
L'artista Lea Salonga, convidada per Il Divo a participar en algunes presentacions de la gira ‘A Musical Affair’, col·labora amb el grup en alguns duos.
Urs va parlar sobre l'àlbum, «estem molt orgullosos d'haver aconseguit capturar el nostre concert en directe en el Budokan, un dels teatres més llegendaris del món. Definitivament, es tracta d'una fita en la nostra carrera.»

## Temes
Amb 18 interpretacions en el DVD i 15 cançons en el CD:
El DVD de ‘Live in Japan´ inclou les següents cançons: 
1. Tonight
2. Some Enchanted Evening
3. If Ever I Would Leave You
4. Can You Feel The Love Tonight? (duo amb Lea Salonga)
5. Memory (duo amb Lea Salonga)
6. I Will Always Love You
7. Don't Cry For Me Argentina
8. Pour Que La teva M'aimes Encore
9. Somewhere
10. The Winner Takes It All
11. Bring Him Home
12. Love Changes Everything
13. Who Can I Turn To?
14. Music of the Night (duo amb Lea Salonga)
15. The Impossible Dream
16. You'll Never Walk Alone
17. My Way
18. Time To Say Goodbye (duo amb Lea Salonga)

El CD conté: 
1. Tonight
2. Some Enchanted Evening
3. Can You Feel The Love Tonight (duo amb Lea Salonga)
4. Memory (duo amb Lea Salonga)
5. I Will Always Love You
6. Don't Cry For M'Argentina
7. Somewhere
8. The Winner Takes It All
9. Bring Him Home
10. Love Changes Everything
11. Music of the Night (duo amb Lea Salonga)
12. The Impossible Dream
13. My Way
14. Time To Say Goodbye (duo amb Lea Salonga)
15. A Whole New World (duo amb Lea Salonga)

- La versió japonesa del CD/DVD inclourà les cançons Flowers Will Bloom i Furusato.[1]